# C. J. Wright
Pour les articles homonymes, voir Wright.
C. J. Wright (né le 26 septembre 1982) est le nom de scène d'un acteur et directeur de films pornographiques américain, propriétaire de la société CJ Wright Productions.

## Carrière
En 2009, il a remporté le Urban X Award pour la Meilleure interprétation masculine dans un film BBW et le XRCO Award dans la catégorie Nouvel étalon.

## Prix et nominations

### XRCO Awards
| Année | Résultat | Catégorie     | Film |
| ----- | -------- | ------------- | ---- |
| 2009  | Lauréat  | Best New Stud | NC   |